# Infanteriedivisie Grafenwöhr
De Infanteriedivisie Grafenwöhr was een Duitse infanteriedivisie tijdens de Tweede Wereldoorlog. De divisie werd opgericht en alweer opgeheven voor de oprichting compleet en afgesloten was. Dit was een zogenaamde Schattendivisie (schaduwdivisie). Schattendivisies werden getraind "in de schaduw" van reguliere divisies, en werden als versterking ingezet als de oorspronkelijke divisie verliezen leed. Dergelijke divisies werden doorgaans vernoemd naar hun locatie, meestal hun oefenterrein.

## Geschiedenis
De Infanteriedivisie Grafenwöhr werd opgericht op 3 augustus 1944 op Oefenterrein Grafenwöhr in Wehrkreis XIII als onderdeel van de 28. Welle. Echter, alvorens de oprichting afgesloten was, werd deze afgebroken op 12 juni 1944. De onderdelen, die al gevormd waren, werden gebruikt voor de oprichting van de 544e Grenadierdivisie. 

## Commandanten
| Rang | Naam | Begin       | Eind         |
| ---- | ---- | ----------- | ------------ |
|      | ??   | 4 juli 1944 | 12 juli 1944 |

## Samenstelling (waarschijnlijk)
- Grenadier-Regiment Grafenwöhr 1
- Grenadier-Regiment Grafenwöhr 2